# Deutsche Welle

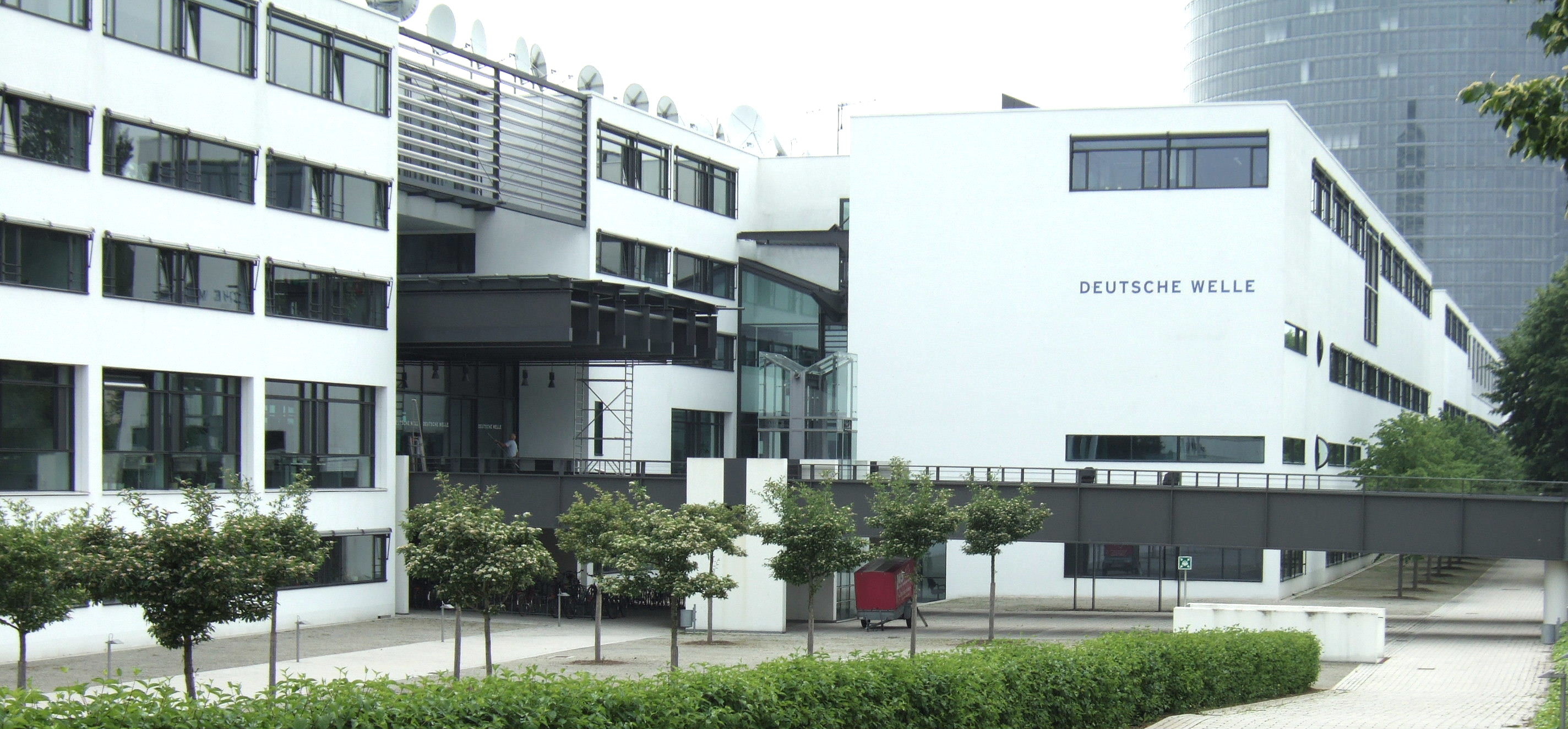
Tòa nhà Deutsche Welle ở Bonn

Deutsche Welle (phát âm tiếng Đức: [ˈdɔʏtʃə ˈvɛlə]) hay DW, có nghĩa là Làn sóng Đức, là một hãng truyền thông công cộng quốc tế của Đức. Phạm vi hoạt động của công ty là trên thị trường toàn cầu tương tự như CCTV-4, NHK World, KBS World, VOA, France 24, BBC World Service, Radio Canada International, Radio Free Europe, Radio France Internationale, NTV MIR và Russia Today (RT). Công ty phát sóng qua vệ tinh cũng như qua các nhà điều hành cáp trên toàn thế giới. Hãng phát các bản tin và chương trình trên làn sóng ngắn, Internet và radio bằng 30 ngôn ngữ (DW Radio). Công ty có dịch vụ truyền hình vệ tinh (DW-TV) bằng 4 thứ tiếng khác nhau (Anh, Đức, Tây Ban Nha, Ả Rập), và một website tin tức trực tuyến.
Deutsche Welle bắt đầu phát sóng từ 1953. Trụ sở của hãng từ trước năm 2003 đặt ở Köln, sau đó trụ sở dời về khu văn phòng chính phủ ở Bonn. Chương trình truyền hình của Deutsche Welle được sản xuất ở Berlin trong khi website được sản xuất ở Berlin và Bonn.

## Ngôn ngữ phát sóng
| Ngôn ngữ      | Bắt đầu | Đóng cửa              | Có sẵn     |
| ------------- | ------- | --------------------- | ---------- |
| Đức           | 1953    | Trước ngày 31/12/2023 | TV         |
| Anh           | 1954    |                       | Radio & TV |
| Pháp          | 1954    |                       | Radio      |
| Tây Ban Nha   | 1954    |                       | TV         |
| Bồ Đào Nha    | 1954    |                       | Radio      |
| Ả Rập         | 1959    |                       | TV         |
| Ba Tư         | 1962    |                       |            |
| Thổ Nhĩ Kỳ    | 1962    |                       |            |
| Nga           | 1962    |                       |            |
| Ba Lan        | 1962    |                       |            |
| Séc           | 1962    | 2000                  |            |
| Slovak        | 1962    | 2000                  |            |
| Hungary       | 1962    | 2000                  |            |
| Serbo-Croatia | 1962    | 1992                  |            |
| Swahili       | 1963    |                       | Radio      |
| Hausa         | 1963    |                       | Radio      |
| Indonesia     | 1963    |                       |            |
| Bulgaria      | 1963    |                       |            |
| România       | 1963    |                       |            |
| Slovenia      | 1963    | 2000                  |            |
| Hy Lạp        | 1964    |                       | Radio      |
| Hindi         | 1964    |                       |            |
| Bengal        | 1964    |                       |            |
| Urdu          | 1964    |                       |            |
| Ý             | 1964    | 1998                  |            |
| Trung         | 1965    |                       |            |
| Amharic       | 1965    |                       | Radio      |
| Phạn          | 1966    | 1998                  |            |
| Nhật          | 1969    | 2000                  |            |
| Macedonia     | 1969    |                       |            |
| Pashto        | 1970    |                       | Radio      |
| Dari          | 1970    |                       | Radio      |
| Serbia        | 1992    |                       |            |
| Croatia       | 1992    |                       |            |
| Albania       | 1992    |                       |            |
| Bosnia        | 1997    |                       |            |
| Đan Mạch      | 1965    | 1998                  |            |
| Na Uy         | 1965    | 1998                  |            |
| Thụy Điển     | 1965    | 1998                  |            |
| Hà Lan        | 1967    | 1998                  |            |
| Ukraina       | 2000    |                       |            |
| Belarus       | 2005    |                       |            |
| Tamil         | 2021    |                       |            |